# کیم روسی استوارت
کیم روسی استوارت (انگلیسی: Kim Rossi Stuart؛ زادهٔ ۳۱ اکتبر ۱۹۶۹) یک کارگردان و هنرپیشه اهل ایتالیا است. وی از سال ۱۹۸۶ میلادی تاکنون مشغول فعالیت بوده‌است. 
از فیلم‌هایی که وی در آن نقش داشته است می‌توان به آزادی هم بد نیست و بوکاچیوی شگفت‌انگیز اشاره کرد.